# Ranunculus rapaicsianus
Ranunculus rapaicsianus — вид квіткових рослин з родини жовтецевих (Ranunculaceae).

## Поширення
Росте в Україні, Словаччині, Угорщині.